# Кардман, Зена
Зена Мария Кардман (англ. Zena Maria Cardman, род. 26 октября 1987 года) — американский геобиолог и астронавт НАСА (22-й набор астронавтов НАСА). 
В январе 2024 года была назначена командиром экипажа космической миссии SpaceX Crew-9, старт которой к Международной космической станции был запланирован на сентябрь 2024 года, но 30 августа выведена из экипажа в связи с необходимостью предоставить место в корабле для возвращения на Землю членам экипажа миссии Boe-CFT, которые задержались на МКС из-за неисправности их корабля CST-100 Starliner.
В августе 2025 отправилась в первый космический полёт в рамках миссии SpaceX Crew-11.

## Ранние годы, учёба и работа
Родилась 26 октября 1987 года в городе Эрбана, штат Иллинойс, но своим родным городом считает Уильямсберг, штат Виргиния, где провела свое детство и где до сих пор живут её родители Хелен и Ларри Кардман. Окончила среднюю школу Брутона в Уильямсберге. Получила степень бакалавра биологических наук в Университет Северной Каролины в Чапел-Хилле в области биологии. Дипломную работу защитила на отлично.
В Университете Северной Каролины изучала микробные системы в просачивающихся углеводородах, гидротермальных источниках, в Арктике и Антарктике, участвовала в морских экспедициях на борту исследовательских судов. Работала в группе долгосрочных экологических исследований на арктической станции Палмер в Антарктике, анализировала изменения экосистемы в рамках многолетних исследований. Участвовала при поддержке НАСА в Британской Колумбии, Арктике, Айдахо и на Гавайях, в исследованиях и создавании наземных условий для работ в открытом космосе на других планетах. Некоторое время работала в Ассоциации морского образования в качестве помощника инженера по парусному спорту.
Получила степень магистра морских наук в Университете Северной Каролины в Чапел-Хилл в исследовательской группе доктора Андреаса Теске. Её исследования были сосредоточены на геобиологии и геохимическом круговороте в подповерхностной среде, от пещер до глубоководных отложений.
В 2008—2015 годах работала в области науки и операций в исследовательском проекте NASA Pavilion Lake Research Project и в 2016—2017 годах в проекте BASALT. На момент отбора в астронавты в июне 2017 года была аспирантом Национального научного фонда в Университете штата Пенсильвания.

## Космическая подготовка
В 2011 году подавала заявление на участие в 21-м наборе астронавтов НАСА, но из-за несоответствия возрастному цензу и стажа работы по специальности её кандидатура была отклонена. В июне 2017 года была отобрана в ходе 22-го набора астронавтов НАСА (группа «Черепашки») в качестве кандидата в астронавты. 18 августа 2017 года начала двухгодичную подготовку в Космическом центре имени Линдона Джонсона в Хьюстоне. 10 января 2020 года присвоена квалификация астронавт.
31 января 2024 года в пресс-релизе НАСА № 24-019 было объявлено о её назначении командиром экипажа космической миссии SpaceX Crew-9, старт которой к Международной космической станции запланирован на август 2024 года.
В апреле 2024 года в составе экипажа миссии Crew-9 участвовала в тренировках в Центре подготовки космонавтов имени Ю. А. Гагарина на российском сегменте станции, а в мае в штаб-квартире SpaceX в Хоторне.
30 августа решением НАСА выведена из экипажа миссии Crew-9 в связи с необходимостью предоставить место в корабле для возвращения на Землю членам экипажа миссии Boe-CFT, которые задержались на МКС из-за неисправности их корабля CST-100 Starliner.

## Личная жизнь
Увлекается скалолазанием, спелеологией, поэзией и пауэрлифтингом.